# Berkshire Park, New South Wales
Berkshire Park este o suburbie în Sydney, Australia.